# عيسو خاماتي أوريدو
عيسو خاماتي سامباي أوريدو (29 يناير 1888 - 1 ديسمبر 1992) كان مبشرًا كينيًا مسيحيًا، وفاعل خير، ورجل أعمال ونقابيًا، ومحاربًا مخضرمًا في الحرب العالمية الأولى والحرب العالمية الثانية كجندي في قوات الملك الأفريقية (كار)، ومحامي وناشط مناهض للاستعمار. غيَّر بمفرده في عام 1923 منظر الكنيسة المسيحية في بونيور وبقية منطقة شمال نيانزا - مناطق نيانزا الغربية حاليًا في كينيا. لقد كان صليبيًا بارعًا مناضلًا من أجل عدد لا يحصى من القضايا متعددة الأضلاع - حقوق الشعوب الأصلية، ومدافع قوي عن التوفيق بين المسيحية والأخلاق الثقافية الأفريقية التقليدية، وبطل محو الأمية - في بلدان شرق إفريقيا التي تحت الوصاية البريطانية ومستعمرة كينيا، خلال الفترة التي تمتد لأكثر من خمسة عقود (1910 - 1960) من الحقبة الاستعمارية وما بعدها. 
اعتقل في الفترة بين 1952-1957 في كابنغوريا مع الرجل المسن جومو كينياتا وزملائه من المقاتلين الكينيين الذين يذكرون بالزعيم كوينانج وا مبيو (المتوفي 1960) من قبل الحكومة الاستعمارية البريطانية في كينيا، تحت ما يسمى حكم الطوارئ. إلى جانب ذلك، فقد عانى من التعذيب البحت، وحرم من التمثيل القانوني والزيارة من قبل أسرته وزملائه؛ وتحمل عبء الاستيلاء على جميع مشاريعه التجارية والمالية والعقارية التي صادرتها السلطات الاستعمارية كإجراء جزائي. في أوائل الثلاثينيات من القرن الماضي، نجح عيسو أوريدو وجيرميا أوثوني (1898 - 1958) من إنييتا، من خلال عصيان مدني قوي، بالدعوة إلى رئاسة بونيور؛ في واحدة من أولى الانتفاضات الناجحة لتقرير المصير المحلي الموجهة أساسًا ضد الحكومة الاستعمارية الإقليمية في شرق إفريقيا البريطانية. قبل ذلك، كانت بونيور ما تزال خاضعة لسلطة رئيس باراماونت، نابونجو موميا من وانجا (توفي عام 1949). كان موميا قد عين في عام 1926 رئيسًا أعلى لجميع المقاطعات الأربع المحاذية تقليديًا في غرب كينيا من قبل الحكومة الاستعمارية البريطانية؛ والذي كان يضم سكان بونيور. كان واحدًا من أول عضوين في المجلس من بونيور للعمل كممثل حي في مجلس النواب المحلي في الحقبة الاستعمارية والمعروف باسم المجلس الشعبي المحلي (LNC) لشمال نيانزا؛ واحدة من 26 وحدة تشريعية محلية على مستوى البلاد سنتها الحكومة الاستعمارية في عام 1924. بالإضافة إلى ذلك، عمل لفترة كرئيس للمجلس. أدى دفاعه البارز عن التعليم العلماني إلى مبادرة التعليم العلماني في المجلس الشعبي المحلي في شمال نيانزا والتي أدت إلى تأسيس مدرسة كاكاميغا الحكومية الأفريقية، مدرسة كاكاميغا الثانوية حاليًا؛ والمدرسة الثانوية العلمانية الأولى ودفعة قوية لنظام التعليم العام الحديث في كينيا. انتخب عيسو أوريدو لعدة فترات كعضو مجلس في مجلس مقاطعة كاكاميغا في كينيا الوليدة ما بعد الاستعمار، قبل أن يتنحى طواعية لتمهيد الطريق أمام جيل الشباب، الذي واصل تدريبه وتوجيهه. في عام 1964 قاد بنجاح انتخابات البرلمان الوطني برئاسة إدوارد إريك خساخالا، وهو أول عضو في البرلمان (MP) من بونيور.
بصفته نصيرًا مسيحيًا صليبيًا، اعتمد عيسو أوريدو بين الأفارقة الأصليين الذين سهلت مساهمتهم نمو الكنيسة المسيحية الحديثة وتقدمها إلى داخل القارة الأفريقية خلال الحقبة الزمنية 1450-1950. كان هو والرئيس أوتيينو وا أندالي لبونيور من السكان الأصليين الرئيسيين ويعزى ذلك إلى النمو الناجح لكنيسة الرب الإرسالية كيما في بدايتها بعد عام 1904. تعاون ببراعة مع دانيال أسياشي، في مشروع أقرته جمعية الكتاب المقدس الأمريكية وبتوجيه من الدكتور جيرترود ب.كرامر، في أول ترجمة للكتاب المقدس على الإطلاق - العهد الجديد والمزامير والأمثال - إلى لغة نيول. حملته الصليبية الحازمة من أجل التوفيق بين المسيحية والقيم الأفريقية الأصلية دفعته في عام 1923 إلى التخلي عن كنيسة الرب الإرسالية كيما. في عام 1924، ذهب عيسو أوريدو بدعم كامل من رئيس شمامسة أوغندا وكافيروندو، دبليو إي أوين، لتأسيس كنيسة القديس يوحنا الأنجليكانية في قرية إيبوالي في بونيور تحت رعاية الجمعية الإرسالية الكنسية. أدى هذا إلى إنهاء سيطرة كنيسة الرب في بونيور. وهكذا، أصبحت بونيور، حتى يومنا هذا، عمود قوة الكنيسة الأنجليكانية.
كان عيسو أورييدو فاعل خير متحمس لعموم الأعراق ومدافع عن محو الأمية ومنح عددًا كبيرًا من المنح الدراسية لعموم السكان الأصليين من المجتمعات والأسر المحرومة الذين لم يتمكنوا من دفع رسوم الالتحاق بالمدرسة. وكان من بين الحاصلين على الجائزة السياسي توم مبويا (المتوفى عام 1969) وكينيين بارزين آخرين. دعمته منحه الميمنة في الضغط بنجاح على تنفيذ صندوق المنح الدراسية في المجلس الشعبي المحلي في شمال نيانزا. كان المتلقي النموذجي لمنحة شمال نيانزا الدراسية هو آرثر أوكويمبا. شاب لامع ذهنيًا ذهب لدراسة الطب في كلية الطب في ماكيريري. جسد السيد أوكويمبا أحد الكوادر الأولى من 15% من طلاب ماكيريري الذين جاءوا من أصول متواضعة وأميّة تمامًا.

## السيرة الشخصية

### النشأة
ولد عيسو خاماتي أوريدو (المعروف أيضًا باسم أيه كيه أو عيسو المسن) نحو عام 1888 في قرية إيبوالي في جمهورية كينيا الحديثة قبل الاستعمار، في وقت كانت المناطق الساحلية من البلاد تحت إدارة الإمبراطورية البريطانية الشرقية في أفريقيا، رائدة شرق إفريقيا الواقعة تحت السيطرة البريطانية. كان من عرقية البانتو كافيروندو لوهيا في بونيور الحالية. كان والده أحد كبار السن الذين شكّلوا نظام البرازا الجماعي للعشيرة - كان شعب نيور أو نيول مجتمعًا مستقلًا يتبع للشيوخ مع نظام حكم تمثيلي وهيكل قيادة جماعية يتألف بشكل أساسي من مجلس شيوخ. كان أكبر إخوته الأربعة مع ثلاثة أشقاء وأخت واحدة. عاش عيسو أوريدو طفولة صعبة وكان عليه أن يتغلب على المحن الهائلة. إذ فقد والده في وقت مبكر من حياته واضطر إلى شق طريقه في الحياة كيتيم ليصبح رجلًا عصاميًا يحترمه أقرانه ويوقره أهل بلده. علاوة على ذلك، فقد نجا من مرض الجدري الكبير؛ سلالة قاتلة من مرض الجدري تركت ندوب شديدة طويلة الأمد على وجهه.
بصفته يتيمًا، بدون أي وسيلة للإعالة، ترك مسقط رأسه وسافر بعيدًا بحثًا عن عمل لإعالة أشقائه الثلاثة الصغار. حصل على وظيفة كـ فتى شامبا في مزرعة ضمها مستوطن أوروبي. على الرغم من ظروف العمل القاسية والأجر الزهيد، فقد عمل بجد بكل همة وأداء جدير بالثناء لإسعاد صاحب العمل الأوروبي، الذي أدرك أيضًا قدراته العقلية؛ وهكذا، رقي إلى خادم منزلي ثم طاهٍ فيما بعد. أصبح خبيرًا في الطهي -  ذواق وخبير في المأكولات. استخدم راتبه بالكامل لإعالة إخوته الثلاثة؛ نجح في التأكد من أن إخوته الصغار لم يعيشوا في محنة مقفرة لكونهم أيتام - بالإضافة إلى توفير احتياجاتهم، تأكد من أن أشقائه يتلقون تعليمًا يتجاوز محو الأمية. حصل على أرض زراعية لكل من إخوته. وصف هذه الفترة من حياته على أنها عبارة عن ذل.